# Pan Jin-yu
Pan Jin-yu (潘金玉S; Puli, 21 luglio 1914 – Puli, 24 ottobre 2010) è stata l'ultima parlante rimasta della lingua pazeh di aborigeni taiwanesi.
Nata nel 1914 da genitori Kaxabu, fu più tardi adottata da una famiglia parlante Pazeh. Sebbene fosse l'unica parlante vivente rimasta e parlasse comunemente in Hokkien, mantenne l'abilità linguistica in pazeh, tanto da insegnare la lingua a circa 200 studenti..